# 1589

## Събития
- Руската православна църква получава статут на патриаршия
- Септември – Корабът на бъдещата съпруга на английския и шотландски крал Джеймс I Анна Датска претърпява корабокрушение, а в Дания за нещастието са обвинени вещици.
- 27 септември – В Мюнхен, Бавария, е започнато строителството на Хофбройхаус по инициатива на баварския херцог Вилхелм V.

## Родени
- Митрофан Критопулос, гръцки духовник
- Фьодор II, цар на Русия

## Починали
- 5 януари – Катерина Медичи, кралица на Франция (1547 – 1559)
- 2 август – Анри III, крал на Франция
- 16 септември – Мишел дьо Бей, брабантски теолог